# Plan quinquenal (República Popular China)

Emblema de la República Popular China

Los planes quinquenales se llevan a cabo en China desde 1953. Estos planes, ahora llamados directrices quinquenales por las reformas económicas de los años 1980, han sido la guía de la economía desde los años 1950 hasta la actualidad, ha habido 13 documentos lanzados por el gobierno chino para alcanzar sus objetivos de crecimiento económico a largo plazo.

## Historia
El primer Plan Quinquenal, se aplicó de 1953 a 1957, y el segundo Plan Quinquenal, comenzó en 1958, y así sucesivamente, con el Gran Salto Adelante de 1958 a 1962 provocando una interrupción del Plan Quinquenal. El Tercer Plan Quinquenal debía comenzar en 1963, pero debido a los retrasos, el año de inicio pasó a ser 1966.

## Organización
El proceso de creación de un plan quinquenal es complejo y refinado, la Comisión Nacional de Desarrollo y Reforma (CNDR) hace revisión de los planes quinquenales anteriores para revisar si estos planes han obtenido sus objetivos, de la revisión del anterior plan se hacen y redactan los objetivos a realizar, también se le pide en estos últimos años al público chino a dar sugerencias al plan, después es inspeccionado por expertos de económicos, educación, expertos industriales, etc, y después este documento es enviado al Comité Central del Partido Comunista de China (PCCh) que lo ejecutara, finalmente la asamblea popular nacional la termina autorizando para su aplicación en los próximos 5 años.

## Planes/planificación anteriores
- Primer Plan Quinquenal, 1953-1957: La tarea básica era centrarse en los 156 proyectos de construcción diseñados con la ayuda de la antigua Unión Soviética y establecer las bases iniciales del autodenominado “Socialismo con características chinas” .
- 2.º Plan Quinquenal: 1958-1962
- 3.er Plan Quinquenal: 1966-1970
- 4.º Plan Quinquenal: 1971-1975
- 5.º Plan Quinquenal: 1976-1980
- 6.º Plan Quinquenal: 1981-1985
- 7.º Plan Quinquenal: 1986-1990
- 8.º Plan Quinquenal: 1991-1995
- 9.º Plan Quinquenal: 1996-2000
- 10.º Plan Quinquenal: 2001-2005
- 11.º Plan Quinquenal: 2006-2010
- 12.º Plan Quinquenal: 2011-2015
- 13.º Plan Quinquenal: 2016-2020
- 14.º Plan Quinquenal: 2021-2025

## Últimos planes quinquenales
Los XII, XIII y XIV plan quinquenales tuvieron como objetivo solucionar los problemas que la reforma económica emprendida en los años 1980 por Deng Xiaoping habían dejado en China, tales como la redistribución desigual del país, la baja presencia del sector de servicios frente al industrial. Ello supondría cambiar de las exportaciones a una economía de consumo interno y de circulación dual, flexibilizar la economía, abrirla más al mundo, mejorar la calidad de vida de sus ciudadanos en todos los ámbitos (como luchar contra la pobreza y ampliar la clase media), modernizar la economía, incentivar la investigación y el desarrollo científico-tecnológico y mejorar el medio ambiente para así lograr convertirlo en un país totalmente desarrollado para 2049 (sueño chino). El XIV plan quinquenal de China ha enfatizado el consumo interno y la circulación dual como sus objetivos.

## Primer Plan Quinquenal
Habiendo restaurado una base económica viable, el liderazgo bajo el presidente Mao Zedong, el primer ministro Zhou Enlai y otros veteranos revolucionarios estaban preparados para embarcarse en un programa intensivo de crecimiento industrial y socialización. Para ello, la administración adoptó el modelo económico soviético, basado en la propiedad estatal en el sector moderno, grandes unidades colectivas en la agricultura y planificación económica centralizada. El enfoque soviético del desarrollo económico se manifestó en el Primer Plan Quinquenal (1953-1957).
Las tareas clave destacadas en el Plan fueron:
- Concentrar esfuerzos en la construcción de 694 proyectos industriales grandes y medianos, incluidos 156 con la ayuda de la Unión Soviética[5]
- Establecer las bases principales para la industrialización socialista de China
- Desarrollar cooperativas de productores agrícolas para ayudar en la transformación socialista de las industrias agrícolas y artesanales.
- Poner la industria y el comercio capitalistas en el camino del capitalismo de Estado
- Facilitar la transformación socialista de la industria y el comercio privados.

La inversión acumulada en construcción de capital fue de 55 000 millones de yuanes y los incrementos de activos fijos alcanzaron los 46 050 millones de yuanes, 1,9 veces más que a fines de 1952. Se completaron y pusieron en producción alrededor de 595 proyectos grandes y medianos, sentando las bases de la industrialización de China. El valor bruto de los productos industriales en 1957 aumentó un 128,6 % desde 1952.
- La producción de acero en 1953 fue de 1,35 millones de toneladas métricas. En 1957, la producción china de acero asistida por la Unión Soviética había aumentado a 5,35 millones de toneladas métricas.
- La producción de carbón en 1957 alcanzó los 131 millones de toneladas, aumentando un 98 % desde 1952.
- El valor bruto de producción de la industria y la agricultura aumentó del 30 % en 1949 al 56,5 % en 1957, mientras que el de la industria pesada aumentó del 26,4 % al 48,4 %.  En 1957, la producción de cereales alcanzó los 195 000 millones de kilogramos y la de algodón 32,8 Los dos grandes problemas que surgieron durante este período fueron los siguientes:

La producción agrícola no podía seguir el ritmo de la producción industrial. El Plan consideraba que el valor de la producción industrial bruta representaba el 70 % del valor de la producción bruta de la industria y la agricultura y los medios de producción representaban el 60 % del valor de la producción industrial bruta como indicadores de la modernización industrial, que ignoraba el desarrollo de la agricultura en cierto sentido.
Además, las inversiones en construcción de capital en 1956 ascendieron a 14 735 millones de yuanes, un aumento del 70 % con respecto al año anterior.  El gasto fiscal en forma de préstamos para infraestructura aumentó del 30 % a 48 % desde 1955, lo que ejerció presión sobre el presupuesto nacional como resultado.
Al igual que en la economía soviética, el principal objetivo era una alta tasa de crecimiento económico, con énfasis principal en el desarrollo industrial a expensas de la agricultura y una especial concentración en la industria pesada y la tecnología intensiva en capital.  Los planificadores soviéticos ayudaron a sus homólogos chinos a formular el plan.  Un gran número de ingenieros, técnicos y científicos soviéticos ayudaron a desarrollar e instalar nuevas instalaciones industriales pesadas, incluidas plantas enteras y equipos comprados a la Unión Soviética.
El control gubernamental sobre la industria se incrementó durante este período mediante la aplicación de presiones financieras e incentivos para convencer a los propietarios de empresas modernas y privadas de venderlas al estado o convertirlas en empresas conjuntas público-privadas bajo control estatal.  Para 1956, aproximadamente el 67,5 % de todas las empresas industriales modernas eran de propiedad estatal y el 32,5 % eran de propiedad pública y privada conjunta, sin que quedaran empresas de propiedad privada.  Durante el mismo período, las industrias artesanales se organizaron en cooperativas, que representaron el 91,7 % de todos los trabajadores artesanales en 1956.
La agricultura también experimentó amplios cambios organizativos. Para facilitar la movilización de los recursos agrícolas, mejorar la eficiencia de la agricultura y aumentar el acceso del gobierno a los productos agrícolas, las autoridades alentaron a los agricultores a organizar la agricultura cooperativa a partir de 1953. Dado que las prácticas agrícolas familiares tradicionales no eran suficientes para financiar los ambiciosos proyectos de industrialización del país, los funcionarios del partido alentaron a las familias a juntar sus fincas en pequeñas cooperativas para aumentar los rendimientos agrícolas.  A diferencia de las políticas de agricultura colectiva a gran escala que comenzaron en 1958, las cooperativas fueron exitosas y populares. Los representantes de los partidos locales, como Geng Xiufeng, recibieron en gran medida el apoyo de los agricultores locales. A fines de 1955, casi 2/3, alrededor del 60 %, de todos los agricultores chinos se dedicaban a la agricultura cooperativa. Las familias campesinas, que anteriormente se dedicaban en gran medida a la agricultura de subsistencia, ahora comenzaron a criar y vender ganado en función del aumento de los excedentes de cereales, lo que fue directamente responsable de la popularidad de las prácticas y la rápida tasa de inscripción.  La planificación del comité central dictaba que de los diminutos equipos de ayuda mutua poco estructurados, las aldeas debían avanzar primero a cooperativas de productores agrícolas de etapa inferior, en las que las familias todavía recibían algún ingreso sobre la base de la cantidad de tierra que aportaban y, finalmente,  a cooperativas avanzadas o colectivos a partir de 1958 con el segundo Plan Quinquenal.
En las cooperativas de productores agrícolas, las participaciones en los ingresos se diseñaron para basarse únicamente en la cantidad de trabajo aportado.  En realidad, surgieron en todo el país pequeños mercados agrícolas que giraban en torno a los excedentes de las cooperativas.  Las reformas agrarias de 1949 a 1951 aumentaron la propiedad privada de la tierra, con resultados típicos que aumentaron la propiedad de la tierra de los agricultores de poco menos de un acre a aproximadamente tres acres.  El proceso cooperativo, que comenzó en 1953, se aceleró rápidamente y lentamente de 1955 a 1956. Para 1957, alrededor del 93,5 % de todos los hogares agrícolas se habían afiliado a cooperativas de productores.
En términos de crecimiento económico, el Primer Plan Quinquenal fue bastante exitoso, especialmente en aquellas áreas enfatizadas por la estrategia de desarrollo al estilo soviético.  Se creó una base sólida en la industria pesada. Las industrias clave, incluida la fabricación de hierro y acero, la minería del carbón, la producción de cemento, la generación de electricidad y la construcción de maquinaria se expandieron considerablemente y se colocaron sobre una base tecnológica firme y moderna. Se construyeron miles de empresas industriales y mineras, incluidas 156 instalaciones importantes. La producción industrial aumentó a una tasa promedio anual del 19 % entre 1952 y 1957, y el ingreso nacional creció a una tasa del 9 % anual.
A pesar de la falta de inversión estatal en agricultura, la producción agrícola aumentó sustancialmente, con un promedio de aumentos de alrededor del 4 % anual. Este crecimiento se debió principalmente a las ganancias en eficiencia provocadas por la reorganización y la cooperación logradas a través de la agricultura cooperativa.  Sin embargo, a medida que avanzaba el Primer Plan Quinquenal, los líderes chinos se preocuparon cada vez más por el desempeño relativamente lento de la agricultura y la incapacidad de las empresas comerciales estatales para aumentar significativamente la cantidad de granos adquiridos de las unidades rurales para el consumo urbano y para financiar el muchos grandes proyectos de industrialización urbana.

## Segundo Plan Quinquenal
Este plan fue creado para llevar a cabo varias tareas, que incluyen:
- Expansión de la industria pesada en China.
- Promover la causa del socialismo transfiriendo más propiedad a la propiedad colectiva.
- Fomentar el crecimiento económico de China a través de industria, agricultura, artesanía, transporte y comercio.
- Cultivar el desarrollo cultural y científico del pueblo chino.
- Fortalecer la defensa nacional y mejorar los niveles de vida en China.

El Buró Político del PCCh había determinado que el valor bruto de los productos agrícolas debería aumentar un 270 %; de hecho, la ganancia fue un 35 % considerablemente más modesto. El país experimentó aumentos en la construcción de capital sobre los observados durante el Primer Plan Quinquenal y también experimentó aumentos significativos en la industria (duplicando el valor de la producción) y los ingresos (trabajadores y agricultores, aumentaron hasta en un 30 %).
Sin embargo, el Gran Salto Adelante, que desvió a millones de trabajadores agrícolas hacia la industria, y la gran campaña del gorrión, que condujo a una infestación de langostas, así como a problemas naturales y climáticos sin precedentes, causaron un Gran disminución en la producción de alimentos. Simultáneamente, los funcionarios rurales, bajo una gran presión para cumplir con sus cuotas, exageraron enormemente la cantidad de grano disponible. Por lo tanto, se produjo una hambruna masiva en todo el país.
En 1960-1961, se hicieron intentos para redirigir a veinte millones de trabajadores a la producción agrícola y reasignar inversiones en aquellos sectores industriales que podrían apoyar aún más la agricultura. Este cambio contrastaba marcadamente con la rápida industrialización vista en el primer plan quinquenal.

## Tercer Plan Quinquenal
El Tercer Plan originalmente debía presentarse a principios de 1963, pero en ese momento la economía de China estaba demasiado dislocada, como resultado del fracaso del Gran Salto Adelante y cuatro malas cosechas para permitir cualquier operación planificada. La investigación y el estudio de los elementos de este Plan comenzaron a principios de 1964. El Plan contenía dos esquemas comparativamente detallados: uno era el Plan Tentativo Preliminar del Tercer Plan Quinquenal (1966-1970) propuesto por la Comisión Estatal de Planificación y acordado por el Reunión de Trabajo del Gobierno Central en mayo de 1964;  el otro fue el Informe Plan de Estudios sobre la Ordenación del III Plan Quinquenal elaborado por la Comisión Estatal de Planificación y acordado por el gobierno central en septiembre de 1965.
El Plan Tentativo establecía las siguientes tareas básicas:
1. No escatimar esfuerzos para desarrollar la agricultura, resolver los problemas generalizados relacionados con la alimentación, el vestido y otras necesidades básicas de las personas;
2. Fortalecer la defensa nacional y esforzarse por lograr avances tecnológicos;
3. Con el fin de apoyar la agricultura y fortalecer la defensa nacional, mejorar la infraestructura, continuar mejorando la calidad de la producción, aumentar la variedad y cantidad de la producción, construir una economía de autosuficiencia y desarrollar el transporte, el comercio, la cultura, la educación y la investigación científica.

El Plan también llamó a priorizar la defensa nacional ante una posible gran guerra, preparándose activamente para los conflictos y acelerando la construcción en tres áreas clave;  defensa nacional, ciencia y tecnología, e infraestructura industrial y de transporte.
Las salidas de otros productos importantes recientemente agregados fueron 68,06 millones de toneladas de carbón;  8,60 millones de kilovatios de electricidad;  27,77 millones de toneladas de petróleo;  6,53 millones de toneladas de aceros;  35,90 millones de toneladas de mineral de hierro;  2,44 millones de toneladas de amoníaco sintetizado;  2,04 millones de toneladas de fertilizantes;  15,33 millones de toneladas de cemento;  187 000 toneladas de plásticos;  3,22 millones de toneladas de husos de algodón;  12 300 toneladas de fibras químicas;  se pusieron en funcionamiento 3894 kilómetros de vías férreas de nueva construcción y 31 223 kilómetros de carreteras de nueva construcción;  y la capacidad de manipulación de los puertos costeros superó los 11,91 millones de toneladas.
Este plan fue más exitoso de lo previsto, con las metas industriales y agrícolas superadas en un 14,1 % y las metas de valor bruto de producción industrial en un 21,1 %.  Las ganancias agrícolas también superaron las metas, pero de forma más moderada, con un aumento del 2,2 % por encima de las expectativas. Sin embargo, según el Portal Oficial del Gobierno chino, el enfoque en la acumulación y el desarrollo rápido en este plan y en los anteriores fueron impedimentos para el desarrollo económico a largo plazo.

## Cuarto Plan Quinquenal
Un primer borrador del Plan fue desarrollado y acordado en septiembre de 1970 en la 2.ª Sesión Plenaria del 9.º Comité Central del Partido Comunista, que estipulaba:
- La tasa de crecimiento anual promedio del valor bruto de producción de la industria y la agricultura alcanza el 12,5 %
- Se presupuestarían 130 mil millones de yuanes para la construcción de infraestructura dentro de cinco años
- La producción industrial esperada alcanzaría entre 300 y 325 mil millones de kilogramos de granos, entre 65 y 70 millones de piculs (3,9–4,2 mil millones de kilogramos) de algodón, entre 35 y 40 millones de toneladas de acero, entre 400 y 430 millones de toneladas de carbón, entre 200 y 220 mil millones de kWh de electricidad, y entre 900 millones y 1 mil millones de toneladas de carga ferroviaria

En julio de 1973, la Comisión Estatal de Planificación modificó el proyecto, rebajando algunos de los objetivos fijados inicialmente.  La producción de acero se redujo a entre 32 y 35 millones de toneladas y luego se redujo aún más a 30 millones de toneladas.  La economía nacional dio un giro favorable en 1972 y 1973. Para 1973, todos los principales índices económicos se habían cumplido o superado, convirtiéndose en el año de mayor crecimiento económico.

## Quinto Plan Quinquenal
El gobierno central estipuló el Esquema del plan de diez años 1976-1985 para el desarrollo de la economía nacional (borrador) en 1975, que incluía el quinto plan quinquenal. En marzo de 1978, se modificó el Esquema de desarrollo de diez años porque la versión original de 1975 estipulaba que para 1985, la producción de acero y petróleo debería alcanzar los 60 y 250 millones de toneladas respectivamente, y 120 grandes proyectos, incluidas 10 bases de producción de acero, nueve no ferrosos se deben construir bases metálicas, ocho bases de carbón y 10 yacimientos de petróleo y gas.  Para lograr estos objetivos, el gobierno invertiría 70 000 millones de yuanes en la construcción de infraestructura, lo que equivale a la inversión nacional total durante los 28 años anteriores.  Estos eran objetivos imposibles y iban en contra de las reglas del desarrollo económico.
El Plan presentó sugerencias para establecer un sistema industrial independiente y comparativamente completo y un sistema económico nacional de 1978 a 1980. Con la implementación del Plan, se logró un éxito considerable.  En 1977, el valor de la producción bruta de la industria y la agricultura alcanzó los 505 500 millones de yuanes, un 4,4 % por encima del objetivo y representando un aumento del 10,4 % en comparación con el año anterior.  El producto interno bruto de 1978 alcanzó los 301 mil millones de yuanes, un aumento del 12,3 % en comparación con 1977 y un aumento del 19,4 % en comparación con 1976.
Sin embargo, durante este período, la economía china se desarrolló demasiado rápido y las metas muy altas provocaron el inicio de otra ronda de errores.  En diciembre de 1978, la Tercera Sesión Plenaria del XI Comité Central del Partido Comunista cambió el enfoque de trabajo del Partido Comunista hacia la modernización.  La Sesión enfatizó que el desarrollo debe seguir reglas económicas y propuso medidas de reajuste y reforma, lo que indicó que el desarrollo económico nacional había entrado en una nueva fase, una de exploración y desarrollo.  En abril de 1979, el gobierno central presentó formalmente nuevos principios de reajuste, reforma, rectificación y mejora.

## Sexto Plan Quinquenal
Este Plan tomó algún tiempo para redactar. Primero se planeó como parte del "Esquema del Plan Nacional de Desarrollo Económico de Diez Años para 1976-1985".  En febrero de 1980, el Consejo de Estado decidió reformular los planes de mediano y largo plazo del país.  Convocó un seminario para discutir la compilación del VI Plan Quinquenal.  Con ese fin, la Comisión Estatal de Planificación y los departamentos relacionados también llevaron a cabo un extenso trabajo de investigación y cálculo sobre la compilación del Plan, y organizaron expertos relacionados para realizar evaluaciones científicas.  La reunión nacional de planificación de 1982 nuevamente se centró principalmente en la redacción del Plan.  Recién en diciembre de ese año la quinta reunión de la Quinta Asamblea Popular Nacional ratificó oficialmente el Plan.
Fue un plan más integral en comparación con sus predecesores, ya que ajustó y colocó el desarrollo económico nacional en un camino más estable y saludable, con objetivos generales de:
- Seguir persiguiendo el principio de "ajustar, reformar, rectificar y mejorar"
- Superar aún más los diversos desafíos para el desarrollo económico.
- Lograr un giro decisivo en la situación fiscal
- Establecer una base sólida para el avance del desarrollo económico y social nacional en el próximo período de planificación.

Los objetivos específicos incluyeron:
1. Alcanzar una tasa de crecimiento promedio anual del 5 % para los productos industriales y agrícolas.
2. Mantener la oferta y calidad de los productos de consumo en línea con el crecimiento del poder adquisitivo social y los cambios en la estructura de consumo, y mantener estables los precios de mercado.
3. Reducir enérgicamente el consumo material, en particular el energético, y mantener la producción en consonancia con la disponibilidad de recursos.
4. Incentivar e implementar la actualización tecnológica empresarial, priorizando el ahorro energético, y reunir el capital necesario para fortalecer la construcción de proyectos clave en energía y comunicaciones en preparación del VII Plan Quinquenal.
5. Reunir la base científica y tecnológica del país para la investigación científica y tecnológica y promover la aplicación de nuevas tecnologías, y desarrollar vigorosamente la educación, la ciencia y la cultura para acelerar la construcción de una civilización ideológica y material.
6. Para fortalecer la construcción de la industria de defensa nacional y mejorar las fuerzas defensivas nacionales.
7. Fortalecer la producción y mejorar la eficiencia económica para aumentar los ingresos del gobierno, aumentar gradualmente los gastos en construcción económica y cultural y lograr un equilibrio entre los ingresos fiscales y los gastos y el crédito.
8. Para desarrollar enérgicamente el comercio, hacer un uso efectivo del capital extranjero e introducir activamente tecnología avanzada para satisfacer las necesidades internas.
9. Controlar estrictamente el crecimiento de la población, hacer arreglos de empleo adecuados para la fuerza laboral en las ciudades y pueblos, y mejorar continuamente la vida material y cultural de las personas tanto en las ciudades como en las áreas rurales en base al crecimiento de la producción y la eficiencia productiva.
10. Fortalecer los esfuerzos de protección ambiental.

El Plan fue en general un gran éxito:
- La economía nacional mantuvo un ritmo de crecimiento estable.  La tasa de crecimiento anual promedio de los productos industriales y agrícolas fue del 11 %.  El producto nacional bruto en 1985 alcanzó los 778 000 millones de yuanes (113 000 millones de dólares), lo que significa un crecimiento anual medio del 10 % después de la inflación desde 1980.
- El volumen de producción de productos clave aumentó drásticamente.  En comparación con 1980, 1985 vio un crecimiento del 26,1 % para el acero, 37,1 % para el carbón, 35,8 % para la electricidad, 17,9 % para el petróleo crudo, 92,8 % para el algodón y 21,4 % para los cereales.
- Se avanzó en la construcción de infraestructura y actualización tecnológica.  La inversión total en activos fijos para empresas públicas alcanzó los 530 000 millones de yuanes.  Se construyeron e iniciaron 496 proyectos medianos y grandes, y se transformaron y actualizaron otros 200 000 proyectos.
- La situación fiscal mejoró gradualmente año tras año.  Los ingresos fiscales crecieron en un promedio de 15 900 millones de yuanes cada año, lo que representó un crecimiento anual del 12 % logrando así un equilibrio entre los ingresos fiscales y los gastos.
- Las transacciones de comercio exterior y el intercambio tecnológico de China entraron en una nueva fase.  En el ranking mundial de volumen de exportaciones, China subió del puesto 28 en 1980 al puesto 10 en 1984.

Alternativamente, varios resultados negativos incluyeron un índice de activos fijos desproporcionadamente alto, un rápido crecimiento en el consumo y un exceso de oferta fiscal. Todo esto impactó negativamente en la estabilidad y el crecimiento de la economía.

## Séptimo Plan Quinquenal
En marzo de 1986, el Consejo de Estado presentó el "Séptimo Plan Quinquenal para el Desarrollo Nacional Económico y Social de la República Popular China, 1986-1990" a la Cuarta Sesión de la Sexta Asamblea Popular Nacional para su revisión y ratificación.  Fue la primera vez en la historia de China que se creó un plan integral para el desarrollo social y económico al comienzo de un nuevo plan quinquenal.
Los principios y lineamientos fundamentales del 7.º Plan Quinquenal fueron:
1. Poner la reforma al tope de la agenda y coordinar el desarrollo económico con la reforma.
2. Mantener un equilibrio básico entre la demanda y la oferta social global, entre el presupuesto nacional, el crédito y los materiales.
3. Mejorar la eficiencia económica, especialmente la de la calidad del producto;  manejar adecuadamente las relaciones entre eficiencia y tasa de crecimiento, y calidad y cantidad.
4. Para adaptarse a la estructura cambiante de la demanda social y las exigencias de la modernización económica, y ajustar aún más la estructura industrial.
5. Regular las inversiones en activos fijos, reajustar la estructura de inversiones y acelerar la construcción de las industrias de energía, comunicaciones, telecomunicaciones y materias primas.
6. Cambiar el enfoque de la construcción hacia la actualización técnica, reforma y ampliación de las empresas existentes.
7. Para promover el desarrollo de la ciencia y la educación.
8. Abrirnos aún más al mundo exterior, combinando el crecimiento económico interno con la expansión de los intercambios económicos y tecnológicos externos.
9. Para mejorar aún más la vida material y cultural de todos los chinos.
10. Impulsar enérgicamente la construcción de una civilización ideológica socialista junto con la construcción de una civilización material.
11. Continuar con el espíritu de lucha ardua, trabajo duro y ahorro.

Los objetivos específicos de desarrollo económico establecidos en el Plan fueron:
- Aumentar la producción industrial y agrícola nacional bruta en un 38 % dentro de cinco años, o en una tasa anual promedio de 6,7 %, la producción agrícola bruta en un 4 % anual y la producción industrial bruta en un 7,5 %.
- Aumentar la producción nacional bruta en un 44 % dentro de cinco años, o en una tasa anual promedio de 7,5 %.
- Las metas de producción para los principales productos industriales y agrícolas para 1990 eran: entre 425 y 450 mil millones de toneladas de cereales, 4,25 millones de toneladas de algodón, 550 mil millones de kWh de electricidad, 1 mil millones de toneladas de carbón crudo, 150 millones de toneladas de petróleo crudo y entre 55 y 58 millones de toneladas de acero.  El volumen de carga se fijó en 9400 millones de toneladas.
- La inversión en activos fijos se fijó en 1296 mil millones de yuanes, y se prevé que los activos fijos crezcan en 600 mil millones de yuanes.
- Aumentar los volúmenes totales de importación y exportación en un 35 % dentro de los cinco años, mientras se expande la escala de inversión extranjera y tecnología avanzada.  Además, se establecieron metas para aumentar el consumo real de los residentes tanto urbanos como rurales en un 5 % anual, y al mismo tiempo mantener el equilibrio básico entre el presupuesto nacional, crédito, material y divisas.
- En el campo de la educación, popularizar e implementar gradualmente el esquema de educación obligatoria de nueve años y formar cinco millones de profesionales, el doble que durante el período de planificación anterior.[17]

## Octavo Plan Quinquenal
En marzo de 1991, la cuarta sesión de la Séptima Asamblea Popular Nacional de China (APN) aprobó el Informe del Consejo de Estado titulado "El diseño de diez años para la economía nacional y el desarrollo social y el octavo plan quinquenal". Bajo el liderazgo de Deng Xiaoping, este Plan marcó el comienzo de una nueva fase en el desarrollo de China.
La economía nacional mantuvo su impulso de crecimiento durante este tiempo.  El producto nacional bruto en 1995 alcanzó los 5,76 billones de yuanes (730 000 millones de dólares), 4,3 veces más que en 1980.
Las producciones de carbón, cemento, televisión, alimentos, algodón y vestidos de algodón fueron las más altas del mundo, seguidas por las de acero y fibras químicas y las de suministro eléctrico en tercer lugar.
La economía de China experimentó un crecimiento anual del 11 %, 4 puntos porcentuales más que durante el séptimo período de planificación quinquenal.
La inversión total en activos fijos durante este tiempo alcanzó los 3,89 billones de yuanes, con una tasa de crecimiento anual del 17,9 %, 13,6 puntos porcentuales más que el período de planificación anterior.  De estas, las inversiones de las unidades estatales experimentaron un crecimiento anual de 22,9 %, muy superior al crecimiento promedio de 4,1 % anterior.
Se completaron y pusieron en marcha 845 proyectos de infraestructuras de tamaño mediano y grande, y 374 proyectos de innovación técnica.  En cuanto a infraestructura de transporte, se construyeron 5800 kilómetros de vía troncal, 3400 kilómetros de doble vía y 2600 kilómetros de vía electrificada.  La longitud de las carreteras se incrementó en 105 000 kilómetros, incluidos 1600 kilómetros de carretera.
El tráfico de puertos aumentó en 138 millones de toneladas y se construyeron 12 nuevos aeropuertos.  Se terminaron 100 000 kilómetros de cable troncal de larga distancia y se aumentó el número de centralitas telefónicas a 58,95 millones de aparatos.  La capacidad de generación total instalada se incrementó a 75 millones de kilovatios y el suministro eléctrico anual creció un 9 %.
El valor de producción de la industria primaria aumentó a una tasa de crecimiento anual del 4,1 %, la industria secundaria a una tasa del 17,3 % y la industria terciaria a una tasa del 9,5 %.  La composición de la producción de los tres sectores se situó en 20,3: 47,7: 32,0;  fue 28,4:43,1:28,5 al final del sexto período y 27,1:41,6:31,3 al final del séptimo período del programa quinquenal, respectivamente.
También se lograron logros significativos en la reforma del sistema económico.  Se instaló el nuevo sistema financiero con la descentralización tributaria en su núcleo y el nuevo sistema tributario con el impuesto al valor agregado como componente principal.  La financiación de políticas y la financiación comercial se separaron gradualmente.  Surgió un sistema de macro regulación y el mercado comenzó a desempeñar un papel más importante en la asignación de recursos.  También se trazaron los inicios de un sector público dominante.
Más de 1100 ciudades a nivel de condado se abrieron al mundo exterior y se establecieron 13 zonas francas y otras muchas zonas de desarrollo económico.
El comercio exterior se desarrolló a un ritmo asombroso con un volumen total de comercio que alcanzó los 1,0145 billones de dólares estadounidenses, con una tasa de crecimiento anual del 19,5 %, superior a las tasas de crecimiento del 12,8 % y el 10,6 % durante los quinquenios sexto y séptimo, respectivamente.  El valor del volumen de exportación anual fue de 100 000 millones de yuanes, lo que representa el 3 % del comercio mundial de productos básicos.
Por volumen de comercio de importación y exportación, China ocupó el puesto 11 en el mundo en 1995.
Las reservas de divisas alcanzaron los 73 600 millones USD, 5,6 veces más que al cierre del VII Quinquenio. También se realizaron importantes mejoras en la vida de las personas.  La renta per cápita era de 1578 yuanes en 1995 (230 dólares).  Las ventas minoristas alcanzaron los 6,7275 billones de yuanes, lo que representa una tasa de crecimiento anual del 10,6 % en comparación con el 3,3 % durante el séptimo período quinquenal.  Los saldos de depósitos de ahorro en áreas urbanas y rurales alcanzaron los 3 billones de yuanes, 2 billones más que al final del período de planificación anterior.
La superficie construida per cápita de viviendas de nueva construcción en zonas urbanas y rurales alcanzó los 4300 millones de metros cuadrados.  A finales de 1994, la superficie habitable per cápita de los residentes rurales era de 20,5 metros cuadrados y de 7,7 metros cuadrados para los residentes urbanos.
China registró un aumento de 50 millones en términos de fuerza laboral social, incluidos 37,4 millones en las áreas urbanas. La población de extrema pobreza disminuyó de 85 millones a fines de la década de 1980 a 65 millones en 1995.
Durante este período se logró el control de la población, con tasas de crecimiento que cayeron del 14,4 % en 1990 al 10,6 % en 1995. Las tasas de cobertura de la población por radio y televisión alcanzaron el 78,7 % y el 84,8 % respectivamente, 4 y 5 % respectivamente más que en 1990.

## Noveno Plan Quinquenal
La Quinta Sesión Plenaria del XIV Comité Central del PCCh adoptó la Propuesta sobre el Noveno Plan Quinquenal sobre Economía Nacional y Desarrollo Social y Objetivos a Largo Plazo para el Año 2010 el 28 de septiembre de 1995. Fue el primer plan a mediano plazo realizado bajo una economía de mercado socialista y una estrategia de desarrollo a lo largo de los siglos.
Las tareas básicas estipuladas en el Plan eran completar la segunda fase del impulso de modernización;  limitar el crecimiento de la población a 300 millones para el año 2000;  cuadruplicar el PNB per cápita con respecto a 1980;  eliminar la pobreza;  y acelerar el establecimiento de un sistema empresarial moderno.
Los objetivos a largo plazo para el año 2010 eran duplicar el PNB de 2000;  y continuar construyendo el sistema económico de mercado socialista

## Décimo Plan Quinquenal
Las tareas básicas establecidas en el X Plan eran:
1. Lograr una tasa de crecimiento económico anual promedio de alrededor del 7 %.
2. Lograr un PIB de 12 500 millones de yuanes para 2005, calculado a precios de 2000, y un PIB per cápita de 9400 yuanes.
3. Aumentar el número de empleados urbanos y el número de trabajadores rurales excedentes transferidos a las ciudades a 40 millones cada uno, controlando así las tasas de desempleo urbano registradas en alrededor del 5 %.
4. Mantener precios estables, y mantener el equilibrio entre ingresos y gastos internacionales.
5. Optimizar y mejorar la estructura industrial y fortalecer la competitividad internacional de China.
6. Lograr un crecimiento de las industrias primaria, secundaria y terciaria a tasas del 13, 51 y 36 % respectivamente del PBI, representando los ocupados de estas industrias el 44, 23 y 33 % del total de empleados del país.
7. Mejorar la economía nacional y los niveles de TI social.
8. Poner en marcha las operaciones de más instalaciones de infraestructura.
9. Llevar la disparidad de desarrollo entre regiones bajo un control efectivo y elevar los niveles de urbanización.
10. Aumentar la financiación de la investigación y el desarrollo a más del 1,5 % del PIB y fortalecer las capacidades de innovación en ciencia y tecnología, acelerando así el progreso tecnológico.
11. Aumentar las tasas brutas de matriculación en escuelas secundarias, escuelas secundarias superiores e instituciones de educación superior a más del 90 %, 60 % y 15 %, respectivamente.
12. Reducir la tasa de crecimiento natural de la población a menos del nueve por mil y limitar la población a no más de 1330 millones para 2005.

En el frente ambiental, aumentar la cobertura forestal al 18,2 % y la tasa verde urbana al 35 %.  La cantidad total de los principales contaminantes urbanos y rurales vertidos se reducirá en un 10 % en comparación con el año 2000, y se tomarán más medidas para proteger y salvar los recursos naturales.
El Plan también se propuso aumentar las tasas de crecimiento del ingreso disponible de los residentes urbanos y el ingreso neto de los residentes rurales al cinco por ciento cada uno.  Además, se establecieron objetivos para aumentar la superficie de vivienda por residente urbano a 22 m2 para 2005, y para instalar televisión por cable en el 40 % de todos los hogares de China.
Otro objetivo clave fue mejorar los servicios médicos y de salud tanto en áreas urbanas como rurales.

## Undécimo Plan Quinquenal
De acuerdo con el borrador de las directrices presentado en la sesión de la Asamblea Popular Nacional de 2006, los objetivos de la Undécima Directriz Quinquenal eran:
Crecimiento económico:
1. PIB aumentó un 7,5 % anual de 18,2 billones de yuanes en 2005 a 26,1 billones de yuanes en 2010;
2. El PIB per cápita aumentó un 6,6 % anual de 13 985 yuanes en 2005 a 19 270 yuanes en 2010.

Estructura económica:
1. La participación del valor agregado de la industria de servicios en el PIB aumentó del 40,3 % en 2005 al 43,3 % en 2010;
2. Porcentaje de empleo en la industria de servicios aumentó del 31,3 % al 35,3 % en 2010;
3. La proporción del gasto en investigación y desarrollo (I+D) del PIB total aumentó del 1,3 % en 2005 al 2 % en 2010;
4. Tasa de urbanización de 43 % en 2005 a 47 % en 2010.

Población, recursos, medio ambiente:
1. Población de 1307560 millones en 2005 a 1360.000 en 2010;
2. Consumo de energía por unidad de PIB disminuyó un 20 % en cinco años;
3. Consumo de agua por unidad de valor agregado industrial disminuyó un 30 % en cinco años;
4. Coeficiente de uso efectivo de agua para riego de 0,45 % en 2005 a 0,5 % en 2010;
5. Tasa de aprovechamiento integral de residuos industriales sólidos de 55,8 % en 2005 a 60 % en 2010;
6. La superficie total de tierra cultivada bajó de 122 millones de hectáreas en 2005 a 120 millones en 2010;
7. La descarga total de los principales contaminantes disminuyó un 20 % en cinco años;[20]
8. Cobertura forestal del 18,2 % en 2005 al 20 % en 2010.

Servicio público, vida de las personas:
1. Período de educación per cápita de 8,5 años en 2005 a nueve años en 2010;
2. Cobertura de pensión básica de vejez urbana de 174 millones de personas en 2005 a 223 millones de personas en 2010;
3. Cobertura del nuevo sistema de atención médica cooperativa rural de 23,5 % en 2005 a más de 80 % en 2010;
4. Nuevos puestos de trabajo creados para residentes urbanos que alcanzan los 45 millones en cinco años;
5. Número de trabajadores rurales transferidos a sectores no agrícolas llegando a 45 millones en cinco años;
6. Tasa de paro urbano registrado de 4,2 % en 2005 a 5 % en 2010;
7. El ingreso disponible per cápita de los residentes urbanos aumentó un 5 % anual en cinco años, de 10 493 yuanes en 2005 a 13 390 yuanes en 2010;
8. El ingreso neto per cápita de los residentes rurales aumentó un 5 % anual en cinco años, de 3255 yuanes en 2005 a 4150 yuanes en 2010.

## Duodécimo Plan Quinquenal
La Duodécima Directriz Quinquenal se debatió a mediados de octubre de 2010 en la quinta sesión plenaria del 17.º Comité Central del Partido Comunista Chino, la misma sesión en la que Xi Jinping fue seleccionado como vicepresidente de la Comisión Militar Central.  Una propuesta completa para el plan se publicó después del pleno y fue aprobada por el Asamblea Popular Nacional de China del 14 de marzo de 2011, con los objetivos de abordar la creciente desigualdad y crear un entorno para más crecimiento sostenible al priorizar una mayor equidad distribución de la riqueza, aumento del consumo interno y mejora de la infraestructura social y las redes de seguridad social.
El plan es representativo de los esfuerzos de China para reequilibrar su economía, cambiando el énfasis de la inversión hacia el consumo y el desarrollo de las áreas urbanas y costeras hacia las áreas rurales y del interior, inicialmente mediante el desarrollo de pequeñas ciudades y distritos totalmente nuevos para absorber la migración costera.  El plan también continúa abogando por los objetivos establecidos en el Undécimo Plan Quinquenal para mejorar la protección ambiental, acelerar el proceso de apertura y reforma, y enfatizar el papel de Hong Kong como centro de finanzas internacionales.
Los objetivos de la Duodécima directriz quinquenal en 2011 eran aumentar el PIB en torno al 8 %, un crecimiento anual del ingreso per cápita del 7 %, gastar el 2,2 % del PIB en investigación y desarrollo para 2015, reducir la población a menos de 1390 millones para 2015  , reajustar la distribución del ingreso para detener la enorme brecha, frenar con firmeza el aumento excesivo de los precios de la vivienda, implementar política monetaria prudentes, intensificar los esfuerzos anticorrupción, acelerar la reestructuración económica y abordar las situaciones complejas en desarrollo en 2011  .
Entre los otros aspectos destacados del borrador del plan distribuido a los medios de comunicación antes de la apertura de la Cuarta Sesión de la 11.ª APN se encuentran:
- Tasa de urbanización alcanzando el 51,5 %
- Producción de valor agregado de industrias estratégicas emergentes que representan el 8 % del PIB
- Invitación a la inversión extranjera en industrias modernas de agricultura, alta tecnología y protección del medio ambiente
- Hacer que las regiones costeras pasen de ser la "fábrica del mundo" a centros de investigación y desarrollo, fabricación de alta gama y el sector de servicios
- Desarrollo más eficiente de la energía nuclear bajo la condición previa de seguridad garantizada
- Mayor impulso para las centrales hidroeléctricas a gran escala en el suroeste de China
- Longitud de vías férreas de alta velocidad alcanzando los 45 000 km
- Longitud de las redes de carreteras alcanzando los 83 000 km
- Un nuevo aeropuerto que se está construyendo en Pekín
- 36 millones de nuevos apartamentos asequibles para personas de bajos ingresos

## Decimotercer Plan Quinquenal

### Áreas de enfoque
- Innovación: Ascienda en la cadena de valor abandonando la vieja industria pesada y construyendo bases de infraestructura moderna intensiva en información
- Lograr resultados significativos en el desarrollo impulsado por la innovación
- Equilibrio: cerrar las brechas de bienestar entre el campo y las ciudades al distribuir y administrar los recursos de manera más eficiente
- Ecologización: desarrollar la industria de la tecnología ambiental, así como la vida ecológica y la cultura ecológica.
- Lograr una mejora general en la calidad del medio ambiente y los ecosistemas
- Apertura: participación más profunda en las estructuras de poder supranacionales, más cooperación internacional
- Compartir: Alentar a la gente de China a compartir los frutos del crecimiento económico, para cerrar las brechas de bienestar existentes
- Salud: Implementar la atención médica universal propuesta en el Plan de Acción de Salud 2020.
- Sociedad moderadamente próspera: Terminar de construir una sociedad moderadamente próspera en todos los aspectos

### Política
- "Todo el mundo es emprendedor, la creatividad de las masas" (大众创业，万众创新)
- "Made in China 2025" (中国制造2025)
- Iniciativa para mejorar integralmente la industria china y obtener una mayor parte de las cadenas productivas globales.[26]
- Tiene como objetivo abordar cuatro tendencias preocupantes en la situación actual:
  1. tecnologías vitales (a nivel nacional) carecen de una plataforma central (nacional)
  2. Los productos industriales chinos son percibidos internacionalmente como de calidad inferior
  3. La competencia industrial nacional es feroz debido a una estructura demasiado homogénea
  4. Mala conversión de los resultados de la investigación académica a la aplicación práctica
- "La economía necesita un Estado de derecho" (建构法制经济)
- "Reforma de la defensa nacional"
- Reforma organizativa del ejército, recortando el número de generales de alto rango, así como concentrando las funciones de las ramas, moviendo algunas bajo el Ministerio de Defensa
- "Nueva urbanización nacional" (国家新型城镇化)
- "Reformada política de un solo hijo"
- Ahora se llama "política de dos hijos"[27]

## Decimocuarto Plan Quinquenal
El XIV Plan Quinquenal fue elaborado durante el quinto pleno del XIX Comité Central celebrado del 26 al 29 de octubre de 2020. Han Wenxiu, subdirector de la Oficina de la Comisión Económica y Financiera Central, dijo que el líder chino Xi Jinping había dirigido personalmente el proceso de redacción a través de múltiples reuniones del Politburó, su comité permanente,  y el panel de redacción que encabezó.
El plan se redactó en el contexto del empeoramiento de las relaciones entre China y Estados Unidos y la pandemia de COVID-19, que provocó que la economía de China se contrajera en el primer trimestre de 2020, por primera vez en 44 años. El plan incluye:

### Economía
Esbozado en términos generales a fines de octubre de 2020, el nuevo plan apunta a que China se convierta en una economía "moderadamente desarrollada" para 2035 con un PIB per cápita de aproximadamente 30 000,USD casi tres veces el nivel de 2020. Anticipa un crecimiento futuro basado en gran medida en el consumo interno de bienes y servicios, y tiene como objetivo reducir las disparidades entre los niveles de vida urbanos y rurales. El plan incluye el "desarrollo pacífico" de las relaciones con Taiwán, considerada "una provincia rebelde y parte del territorio chino". El gobierno chino también desea expandir su papel en la economía mediante la implementación de restricciones de mercado, promoviendo la implementación de la Iniciativa de la Franja y la Ruta.
- Circulación dual y cadenas de suministro seguras: La guerra comercial entre los Estados Unidos y China hizo que Xi implementara la "circulación dual", con  "circulación interna" y "circulación externa" al servicio del comercio interior y exterior, respectivamente[33]

### Medioambiente
Los economistas esperan que la tasa de crecimiento objetivo del plan para el período supere el cinco por ciento anual. Se prevé que el plan 2021-2025 tenga objetivos agresivos sobre energía sostenible para alcanzar los objetivos anunciados de China de neutralidad de carbono a más tardar en 2060.
- Nuevas tecnologías energéticas: Xi Jinping ha anunciado que las nuevas tecnologías energéticas, como las batería de automóvil de empresas estatales, harán que la mitad de los vehículos en China sean eléctricos o con pilas de combustible, y la mitad híbridos para 2035.[36]
- Desarrollar un plan para alcanzar las emisiones máximas de carbono para fines de la década de 2020.[37]
- Aumentar la proporción del uso de energía de combustibles no fósiles al 20 % para 2025, en comparación con el 15 % a fines de 2019.[37]
- Mejorar la infraestructura de conservación de agua.[38]

### Energía
Recomendaciones sobre el desarrollo de una capacidad hidroeléctrica de hasta 60 gigavatios en Yarlung Tsangbo

### Transporte
- Mejorar la aviación civil, incluida la construcción de 30 nuevos aeropuertos.[40]
- Finalización de la red ferroviaria de alta velocidad "Ocho verticales y ocho horizontales"[38]
- Centrarse en mejorar el transporte a Xinjiang y el Tíbet y mejorar las conexiones fronterizas internacionales.[38]

### Investigación y desarrollo
El plan tiene como objetivo aumentar las capacidades científicas y técnicas de China. China tiene como objetivo hacer "grandes avances en tecnologías centrales".
El plan pretende incrementar el gasto en I+D cada año un 7 %, con la proporción de que va a la investigación básica aumentando del 6 % a más del 8 %. y ayudar al desarrollo de aplicaciones del mundo real fomentando vínculos más estrechos entre las empresas, la industria y la academia; históricamente, tales vínculos han sido débiles.
El plan tiene como objetivo impulsar la información y la computación cuánticas, la ciencia del cerebro, los semiconductores, la industria de las semillas, la investigación genética, la medicina regenerativa, la biotecnología, la medicina y la salud clínicas, y la exploración del espacio profundo, las profundidades marinas y los polos.
El gobierno chino agregó que aumentaría el gasto en investigación básica (es decir, estudios de posibles avances) en un 10,6 por ciento en 2021 y crearía una estrategia de investigación de 10 años.
China aún no puede desarrollar de forma independiente semiconductores avanzados que igualen el rendimiento de los fabricados en Taiwán o Corea del Sur. Reconociendo los desafíos que se avecinan, funcionarios, empresarios y académicos influyentes han evocado el "espíritu patriótico de los científicos" y han pedido a los estudiantes y empresarios chinos que "muerdan los huesos duros" para ayudar a China a construir una cadena de suministro de semiconductores independiente y controlable.
China tiene más de 7200 empresas de semillas con licencia, pero pocas tienen la capacidad de innovar. Tang Renjian, ministro de Agricultura y Asuntos Rurales, dijo que el ministerio está estudiando un plan para ayudar a su sector de cría de animales y plantas a cerrar la brecha con los países extranjeros.
Se han reservado alrededor de un billón de dólares de fondos gubernamentales bajo la iniciativa tecnológica, parte de los cuales serán utilizados por los gobiernos central y local para invertir conjuntamente en una serie de proyectos de chips de tercera generación, según personas con conocimiento del tema.

### Urbanización
- Levantamiento de restricciones en el sistema Hukou para ciudades de menos de 3 millones de residentes urbanos y relajación para ciudades más grandes. Todos los residentes urbanos obtendrán pleno acceso a los servicios públicos urbanos básicos y los migrantes rurales podrán obtener la residencia urbana.[38]
- Desarrollo de grupos de ciudades grandes, medianas y pequeñas.[38]